# الفيلق السادس المدرع
الفيلق السادس المدرع هو فيلق روماني في الجيش الإمبراطوري الروماني. في سنة 30 ق.م.، كان هذا الفيلق جزء من جيش الإمبراطور أغسطس قيصر المتمركز، وظل هذا الفيلق موجودًا حتى القرن الرابع الميلادي. وشارك في حروب الجمهورية الرومانية والحروب الأهلية الرومانية في العقدين الثالث والرابع من القرن الأول قبل الميلاد. ثم أرسل كحامية في المقاطعة اليهودية، وبقي فيها القرنين التاليين.